# Akademie ozbrojených sil generála Milana Rastislava Štefánika
Akademie ozbrojených sil generála Milana Rastislava Štefánika (slovensky Akadémia ozbrojených síl generála Milana Rastislava Štefánika) je slovenská státní vojenská vysoká škola univerzitního typu se sídlem v Liptovském Mikuláši. Akademie poskytuje vysokoškolské vzdělání ve všech třech stupních a také umožňuje habilitační řízení a jmenovací řízení profesorem. Jejím rektorem je od 1. listopadu 2015 doc. Ing. Jozef Puttera, CSc.

## Studium
V roce 2015/2016 akademie plánovala přijmout do čtyř denních programů 85 uchazečů, absolventů středních škol. Žadatelé museli úspěšně absolvovat přijímací zkoušku z angličtiny a matematiky a prověrku psychické způsobilosti a fyzické zdatnosti. „Uchazeči přijetí na bakalářské studium se dnem nástupu stali zároveň profesionálními vojáky v přípravné státní službě.“

## Historie
- 1. září 1973 – rozkazem prezidenta zřízena Vysoká vojenská technická škola v Liptovském Mikuláši. Na Slovensku tehdy existovala i Vojenská politická akademie Klementa Gottwalda.
- 1993 – sloučení Vysoké vojenské technické školy s Vysokou vojenskou pedagogickou školou vznikla Vojenská akademie v Liptovském Mikuláši
- 30. červen 2004 – zřízení Akademie ozbrojených sil generála Milana Rastislava Štefánika jako státní vysoké školy (zákon č. 455/2004 CFU)
  - zřízení Národní akademie obrany maršála Andreje Hadika jako vzdělávacího a výcvikového centra pro další vzdělávání a odborný výcvik
- 31. srpen 2008 – zrušení Národní akademie obrany maršála Andreje Hadika (zákon č. 144/2008 CFU)

### Rektoři
- Doc. Ing. Jozef Puttera, CSc. od 1. listopadu 2015 (bývalý prorektor pro vzdělávání, jmenovaný 13. října 2015)
- Brigádní generál doc. Ing. Boris Ďurkech, CSc. od května 2012 do 1. listopadu 2015
- Brigádní generál doc. Ing. Miroslav Kelemen, PhD. od září 2008 do 31. července 2011

## Galerie

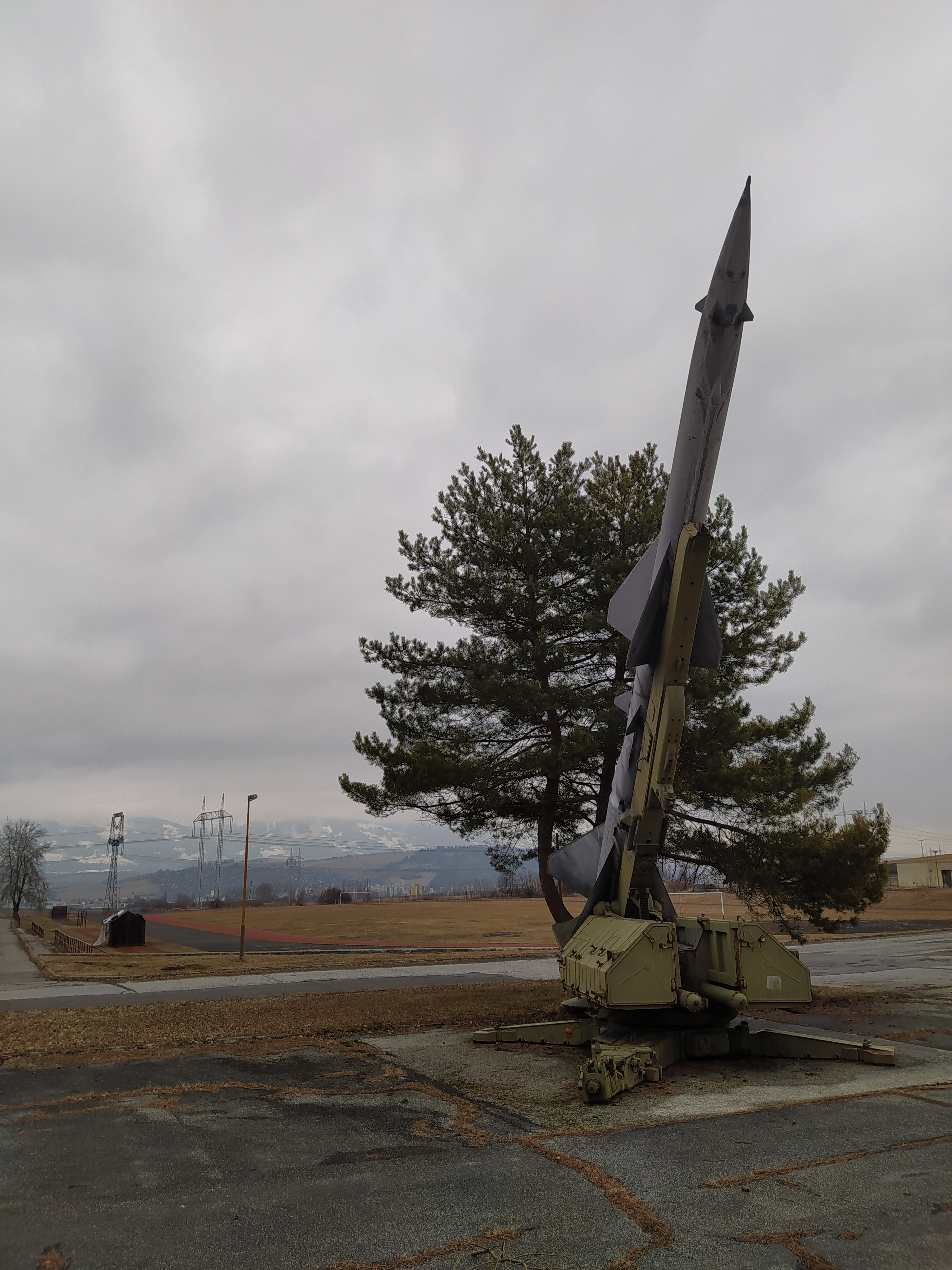
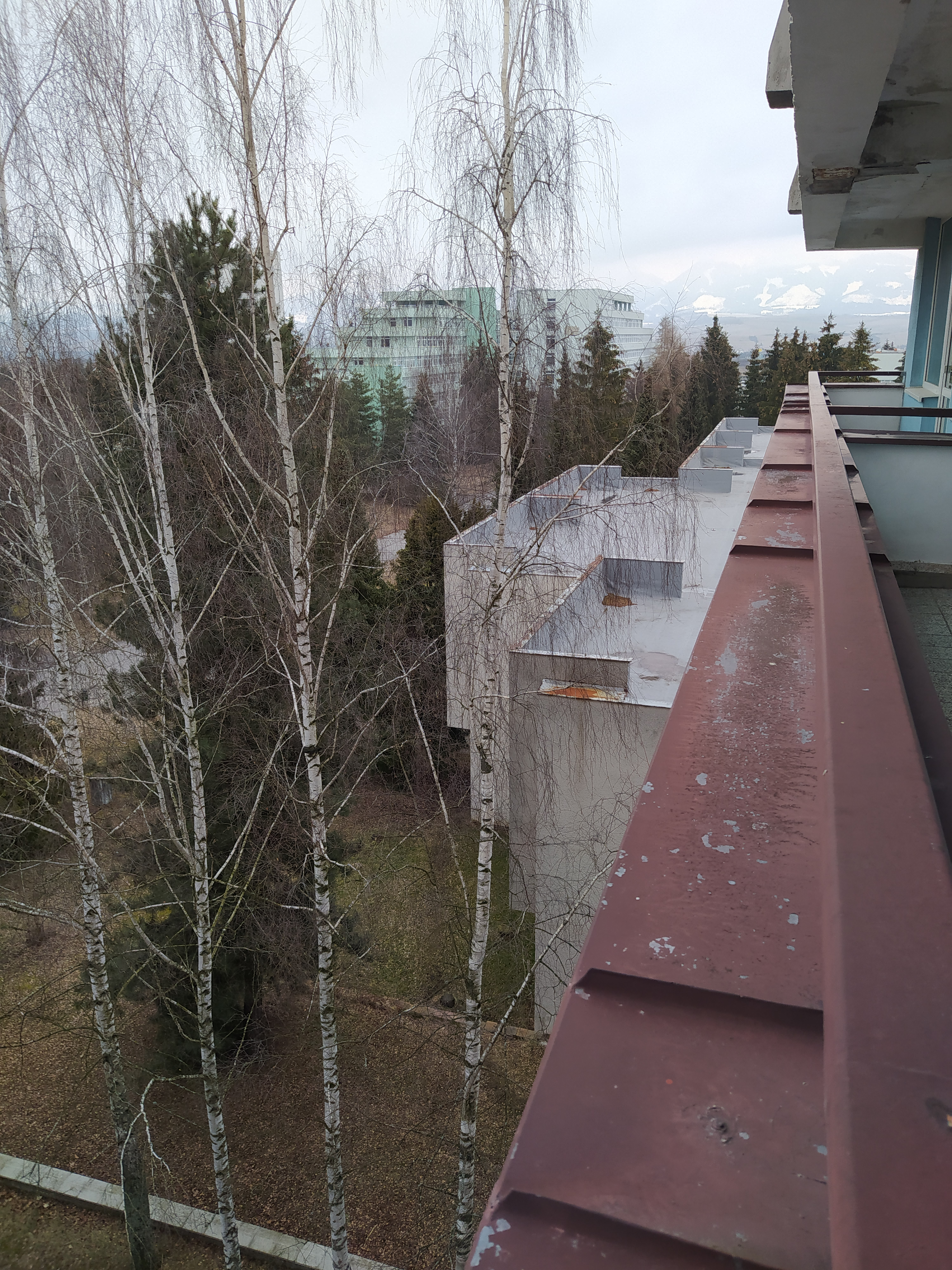
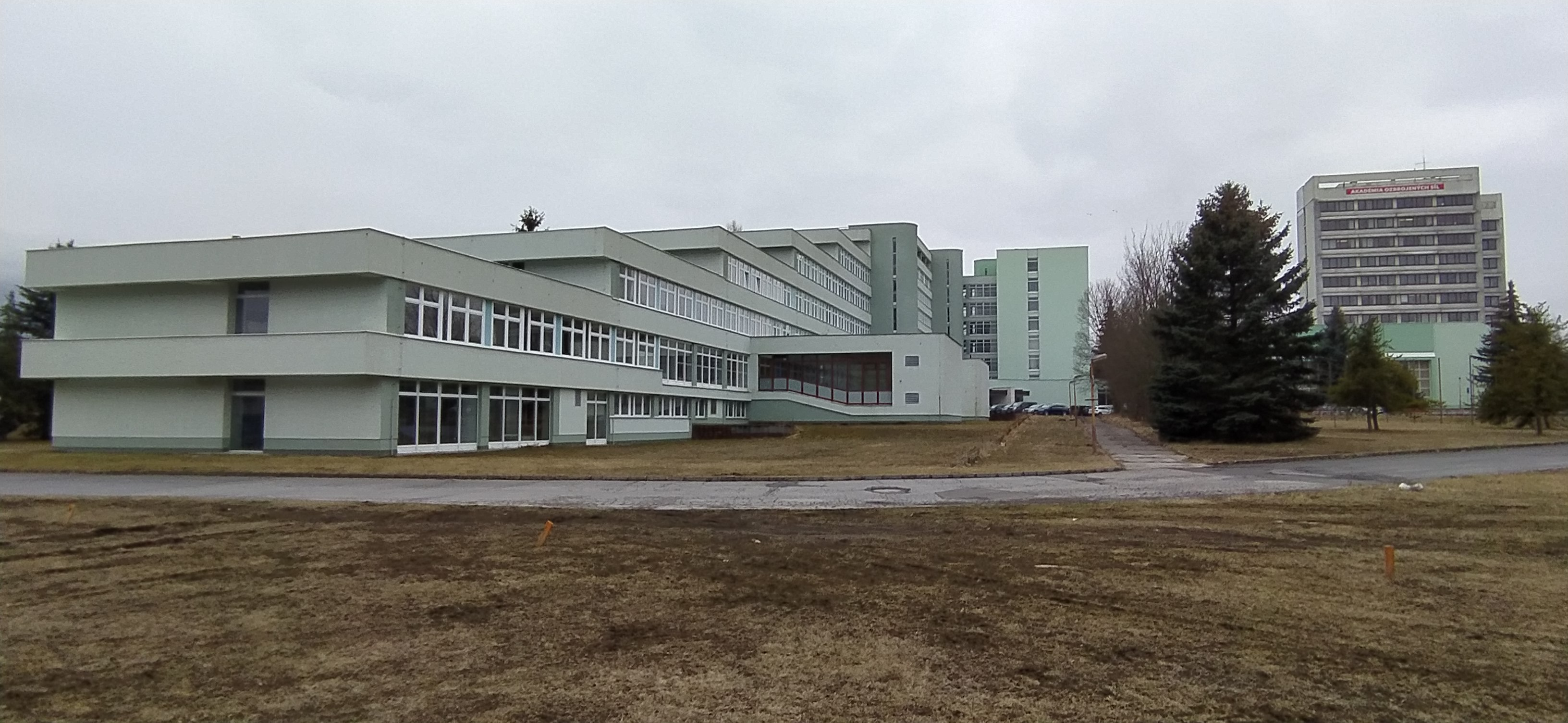